# Puliciphora kerteszi
Puliciphora kerteszi är en tvåvingeart som beskrevs av Charles Thomas Brues 1911. Puliciphora kerteszi ingår i släktet Puliciphora och familjen puckelflugor.
Artens utbredningsområde är Taiwan. Inga underarter finns listade i Catalogue of Life.